# Setodes fabienneae
Setodes fabienneae là một loài Trichoptera trong họ Leptoceridae. Chúng phân bố ở vùng nhiệt đới châu Phi.